# Garotos Podres
Garotos Podres est un groupe brésilien de punk rock, originaire de Mauá, dans l'État de São Paulo. Leurs plus grandes influences sont les groupes punk de la fin des années 1970 et du début des années 1980. Le groupe est connu pour être politisé et engagé dans des causes sociales et pour participer à divers mouvements de la société civile. Le premier concert de Garotos a lieu en 1983 dans la ville de Santo André, lors d'un événement réunissant plusieurs groupes de styles musicaux différents en faveur du Fundo de Greve dos Metalúrgicos do ABC,,,.

## Histoire
Le groupe entre en studio en 1985 pour enregistrer ce qui devait être une bande démo. Quatorze chansons sont enregistrées et mixées en douze heures dans un studio à huit canaux, et le résultat est considéré comme tellement bon pour les standards de l'époque que onze de ces chansons finissent par devenir le premier album du groupe, intitulé Mais Podres do que Nunca, sorti sur le défunt label Rocker et l'année suivante sur le label Lup-Som. L'album se vend à 50 000 exemplaires, un record pour les ventes d'albums indépendants à l'époque, et continue d'être distribué en CD à ce jour, dépassant la barre des 70 000 exemplaires.
L'importance et l'influence des Garotos Podres sur la scène brésilienne du rock alternatif sont indéniables, comme en témoigne l'album Tributo Garotos Podres - 20 anos de Podridão, une compilation publiée en 2002 par le label discographique indépendant Rotten Records à l'occasion du 20e anniversaire du groupe, qui réunit 23 groupes de styles et de nationalités différents, tels que : Inocentes, Ratos de Porão, Ultraje a Rigor, Tihuana, Devotos, Acromaniacos (Portugal), Muerte Lenta (Argentine), Kães Vadius, Underboys, Lambrusco Kids, Muzzarelas, etc., interprètent leurs chansons.
En 2003, ils sortent leur dernier album sous le nom de « Garotos Podres » : Garotozil de Podrezepam - 100mg. Un an plus tard, ils donnent des concerts au Portugal et en Espagne. 
En juillet 2012, le groupe se sépare pour des raisons politiques et idéologiques. Mao et le guitariste Cacá Saffiotti se séparent de Sukata (Michel Stamatopoulos, bassiste qui travaille également comme avocat) et de Leandro Ferreira (batteur). Mao dépose le nom du groupe auprès de l'INPI (litt. en français : « Institut national de la propriété industrielle »), mais comme le processus d'analyse et d'approbation d'une marque est lent, Sukata et Leandro reconstituent rapidement Garotos Podres avec une formation différente, le vétéran Gildo Constantino (ex-Pátria Armada) en tant que chanteur.
Alors que la question juridique n'était pas résolue, le leader du groupe forme le groupe O Satânico Dr Mao e os Espiões Secretos en 2014. L'autre partie, qui continue sous le nom de Garotos, et tourne avec le line-up suivant : Gildo (chant), Sukata (basse), Leandro « Caverna » Ferreira (batterie) et Tio Denis (guitare). Le 5 juillet 2013, ils jouent leur premier concert, au Hangar 110 à São Paulo, en première partie de CJ Ramone,. Cependant, en 2014, ce line-up cesse ses activités, malgré le litige juridique.

## Discographie

### Albums studio
- 1985 : Mais Podres do que Nunca (Rocker/Lup-Som)
- 1988 : Pior que Antes (Continental)[1]
- 1993 : Canções para Ninar (Radical Records)[1]
- 1997 : Com a Corda Toda (Paradoxx Music)[1]
- 2003 : Garotozil de Podrezepam
- 2014 : Contra os Coxinhas Renegados Inimigos do Povo
- 2018 : Canções de Resistência (One RPM)

### Albums live
- 1995 : Rock de Subúrbio - Live! (Garotos Podres Records)
- 2001 : Garotos Podres - Live in Rio

### Compilations
- 1985 : Ataque Sonoro (Ataque Frontal)
- 1994 : Vozes da Raiva Vol.1 (Fast'n'loud)
- 1995 : Um Chute na Oreia! (Fast'n'loud)
- 1996 : Urbanoise (Rotten Records)
- 1996 : Play it Loud (Fast'n'loud)
- 1997 : Arriba! Arriba! (Fast'n'loud)
- 1997 : Caught in the Cyclone (Cyclone Records)
- 1997 : Punk Rock Makes the World Go Round (Teenage Rebels Records)
- 1997 : Cult 22 (RVC Music)
- 1998 : Rock da Cidade (Paradoxx Music)
- 1998 : Sexta Rock (Paradoxx Music)
- 2000 : Oi! Um Grito de União Vol.3 (Rotten Records)
- 2006 : Garotos Podres e Albert Fish Split